# Melania Bezulska
Melania Julia Bezulska z d. Świątkowska (ur. 6 stycznia 1907 w Warszawie, zm. 7 czerwca 1993 tamże) – polska bibliotekarka.

## Życiorys

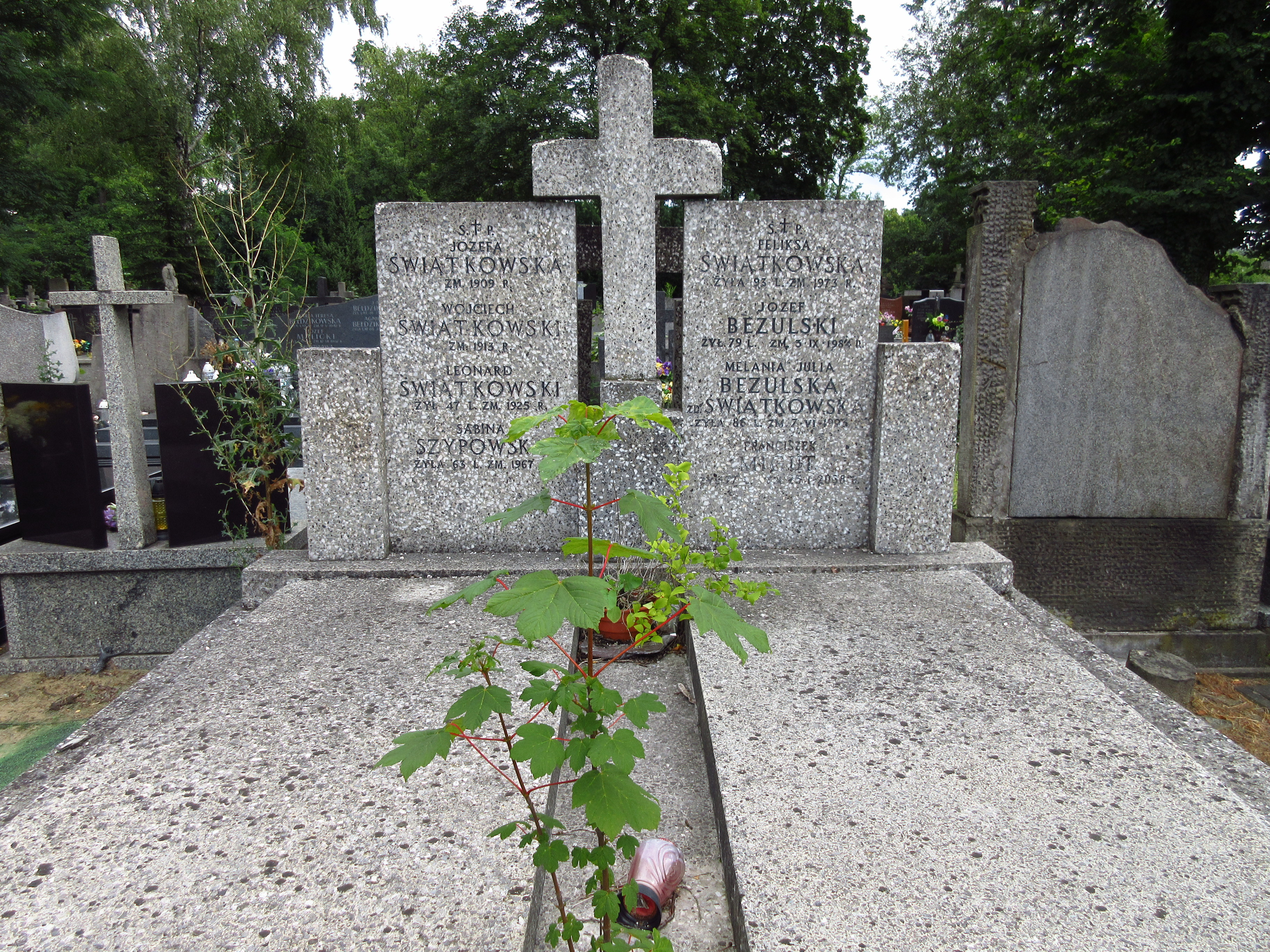
Grób Melanii Bezulskiej na Cmentarzu Bródnowskim.

Studiowała na Wydziale Humanistycznym Uniwersytetu Warszawskiego. Podczas studiów, w czerwcu 1928 rozpoczęła pracę na stanowisku kierownika Wypożyczalni im. Ignacego Jana Kraszewskiego Biblioteki Publicznej m.st. Warszawy, funkcję tę pełniła przez 14 lat. W 1933 uzyskała absolutorium. W 1942 władze okupacyjne zlikwidowały warszawskie placówki biblioteczne, wówczas rozpoczęła pracę w Centrali Biblioteki Publicznej m.st. Warszawy przy porządkowaniu i katalogowaniu zbiorów. 1 lutego 1945 jako jedna z pierwszych włączyła się w odgruzowywanie i porządkowanie zbiorów Biblioteki przy ulicy Koszykowej, w kwietniu 1945 Melanię Bezulską powołano na kierownika pierwszej terenowej biblioteki publicznej, którą uruchomiono przy ulicy Tadeusza Reytana 3. 1 lipca 1953 została skierowana do pracy w Bibliotece Instytutu Szkła i Ceramiki, gdzie pracowała do końca marca 1955, a następnie powróciła do pracy w Bibliotece Publicznej. Od 1 kwietnia 1956 objęła stanowisko kierownika zespołu bibliotek śródmiejskich, wkrótce dyrekcja doceniając jej bogate doświadczenie zawodowe powierzyła jej stanowisko kierownika Oddziału Kompletowania Zbiorów na Nowe Placówki. Od stycznia 1958 była kierownikiem Biblioteki Publicznej Dzielnicy Żoliborz, a od marca tego samego roku Dzielnicy Śródmieście, funkcję tę pełniła do przejścia na emeryturę 31 maja 1970. Mieszkała w Falenicy i tam zmarła w 1993. Została pochowana na cmentarzu Bródnowskim w Warszawie (kwatera 17 C-4-13).

## Odznaczenia
- Krzyż Kawalerski Orderu Odrodzenia Polski,
- Odznaka „Zasłużony Działacz Kultury”
- Srebrna Odznaka honorowa „Za Zasługi dla Warszawy”.